# Autostrada A90 (Włochy)
Autostrada A90 (wł. Grande Raccordo Anulare) – autostrada będąca obwodnicą Rzymu, w regionie Lacjum. Arteria ma 68 km długości i posiada 42 węzły. Obwodnica ma co najmniej 3 pasy ruchu i jest bezpłatna.
Codziennie z obwodnicy korzysta 160 tysięcy pojazdów, 58 milionów rocznie, maksymalna dozwolona prędkość wynosi 130 km/h. Autostradą zarządza spółka „Anas S.p.A.”.
Projekt trasy powstał bezpośrednio po II wojnie światowej na rzecz rozwoju infrastruktury aby poprzeć odbudowę gospodarczą Włoch. Prace rozpoczęły się w 1948 roku. Pierwszy odcinek obwodnicy został otwarty w 1951 roku.